# 더 체스 플레이어
더 체스 플레이어(Shatranj Ke Khilari, The Chess Players)는 인도에서 제작된 사티야지트 레이 감독의 1977년 코미디, 드라마 영화이다. 산지브 쿠마르 등이 주연으로 출연하였다.

## 출연

### 주연
- 산지브 쿠마르
- 새드 제프리
- 샤바나 아즈미